# Danny in Arabistan
Danny in Arabistan was een Nederlandse documentaireserie van Danny Ghosen over zes landen in de Arabische wereld; van Gaza-stad in de eerste aflevering tot de moderne gebouwen van Dubai in de slotaflevering. De serie bestaat uit zes afleveringen van elk circa 40 minuten, werd gemaakt door de NTR en tussen 10 november en 15 december 2016 uitgezonden op NPO 3. In 2019 werden er zes nieuwe afleveringen uitgezonden.

## Afleveringen
1. 10 november: Palestina
2. 17 november: Libanon
3. 24 november: Jordanië
4. 1 december: Egypte
5. 8 december: Tunesië
6. 15 december: Emiraten